# Rífská republika
Rífská republika (tamazighsky Tagduda n Arif, arabsky جمهورية الريف), oficiálně Konfederativní republika kmenů Rífu, byl stát vzniklý 18. srpna 1921 po revoltě berberského obyvatelstva obývajícího pohoří Ríf (Rífů) v Španělském Maroku.
Hlavním městem státu byl Ajdir (Adždír), obývalo jej 18 530 lidí (celý stát – zhruba 550 000). 1. února 1923 byla přijata ústava. Prezidentem země zůstal Abd al-Karím, premiérem pak Hajj Hatmi.
Na konci roku 1925 spojené síly Francie a Španělska čítající 50 000 vojáků zaútočily na republiku, čímž vyvrcholila rífská válka. Země padla 27. května 1926, partyzánské boje však trvaly ještě do konce 1927.